# Felipe Fernández Laser

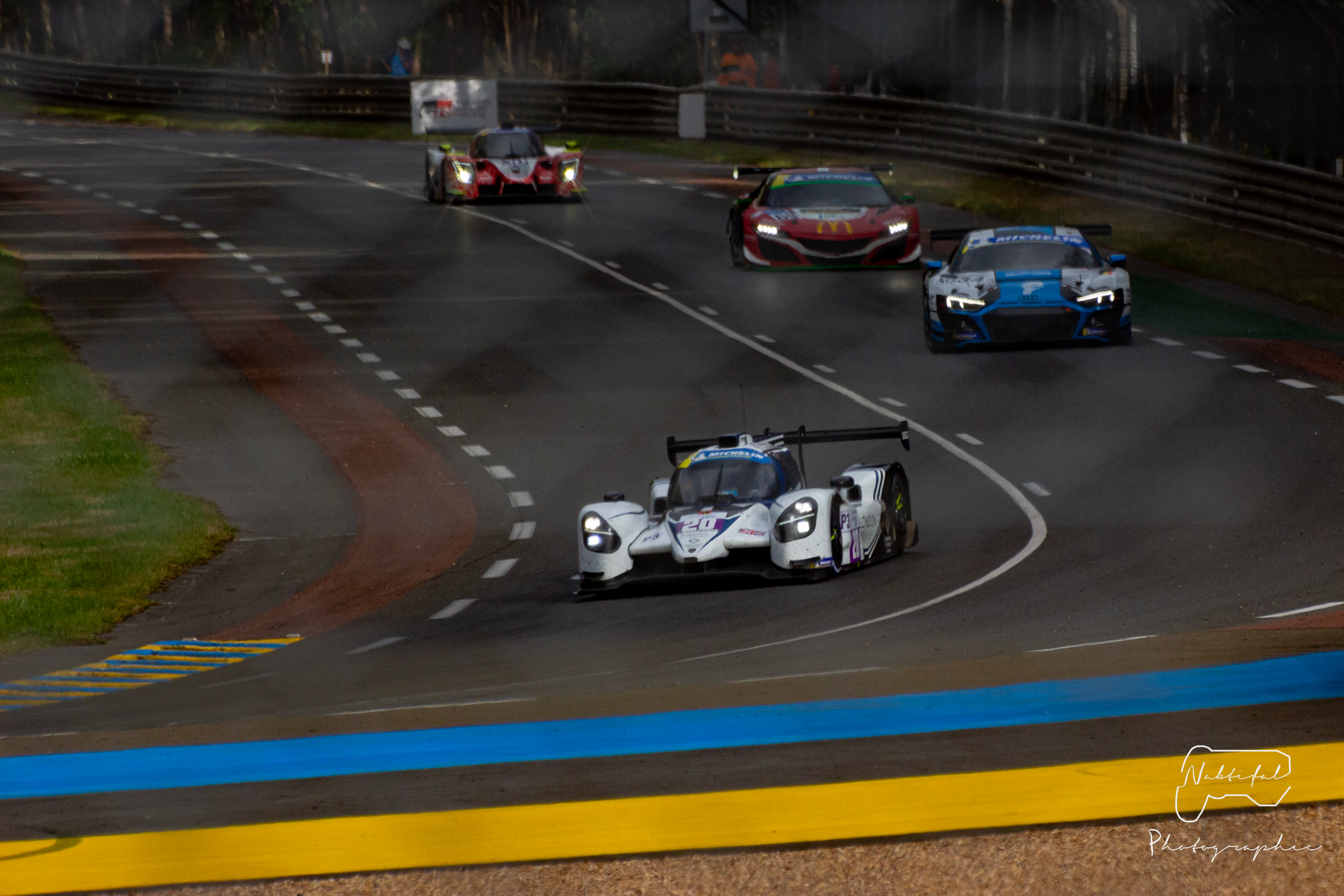
Der von Felipe Fernández Laser gefahrene Ligier JS P320 (viertes Fahrzeug) beim Road to Le Mans 2022

Felipe Fernández Laser (* 16. November 1988 in Uelzen) ist ein deutscher Autorennfahrer.

## Karriere als Rennfahrer
Felipe Fernández Laser begann seine Fahrerkarriere 2007 im ADAC Volkswagen Polo Cup und schloss diese mit drei Siegen in der Rookie-Wertung ab. Ein Jahr später stieg er in den Seat Leon Supercopa auf. Zwischen 2012 und 2013 nahm er an insgesamt sechs Rennveranstaltungen des Porsche Carrera Cup Deutschland teil, bestes Ergebnis war ein 4. Platz am Red Bull Ring.
Ab 2014 startete Felipe Fernández Laser vermehrt bei Läufen der VLN Langstrecken-Meisterschaft auf der Nürburgring-Nordschleife, anfangs auf einem 450 PS starken Porsche 911 GT3 Cup.
2015 startete er zum ersten Mal beim 24-Stunden-Rennen auf dem Nürburgring und beendet dieses mit seinen Teamkollegen Michela Cerruti, John Edwards und Daniel Keilwitz auf dem 6. Gesamtrang. Im weiteren Verlauf des Jahres fuhr Felipe Fernández Laser zwei Gesamtsiege in der VLN Langstreckenmeisterschaft Nürburgring, auf dem von JP Performance designten Dunlop BMW Z4 GT3 Art Car ein.
2016 war er Fahrer im Team vom James Glickenhaus, einem US-amerikanischen Regisseur, Investment-Manager und Gründer des Fahrzeugherstellers Scuderia Cameron Glickenhaus. Gemeinsam mit Manuel Lauck, Franck Mailleux und Jeroen Bleekemolen wurde ein 2. Platz in der SP-X-Klasse errungen. 2019 (8. Gesamtrang und schnellste Rennrunde) und 2020 (14. Gesamtrang) gewann er für James Glickenhaus die SP-X-Klasse bei diesem 24-Stunden-Rennen.
Zudem konnten Felipe Fernández Laser und Lance David Arnold im Jahr 2018, den 3. Lauf der VLN Langstreckenmeisterschaft Nürburgring für das von Sabine Schmitz und Klaus Abbelen bekannte Frikadelli Racing Team, gewinnen. Ab der Saison 2020 startete in der European Le Mans Series auf einem Porsche 911 RSR.
2023 gewann er mit dem Frikadelli Racing Team gemeinsam mit den Teamkollegen Earl Bamber, David Pittard und Nicky Catsburg im Ferrari 296 GT3 das 24-Stunden-Rennen auf dem Nürburgring.

## Fahrlehrer und Rennfahrer-Coach
Felipe Fernández Laser arbeitet als Fahr-Instruktor bei Porsche im Werk Leipzig. Als Rennfahrer-Coach betreut unter anderem den deutsch-irischen Schauspieler Michael Fassbender bei seinen Ambitionen, einmal am 24-Stunden-Rennen von Le Mans teilnehmen zu können, was dann 2022 auch der Fall war. Fassbenders Erlebnisse sind in der YouTube-Serie „Road to Le Mans“ zu sehen.